# الجبل (مسلسل)
مسلسل الجبل، إنتاج مدينة الآنتاج الأعلامى (2006). مأخوذة عن رواية الأديب الراحل فتحي غانم وسيناريو وحوار مصطفى إبراهيم وإخراج إبراهيم الشوادي.

## بطولة
- محمد رياض
- كمال أبو رية
- محمد الشقنقيرى
- جيهان راتب
- هادي الجيار
- أحمد خليل[ ؟ ]
- رانيا يوسف
- بثينة رشوان
- حمدي أحمد
- محمد الشرقاوى
- نهى العمروسي
- مفيد عاشور